# 高梨臨
高梨 臨（たかなし りん、1988年〈昭和63年〉12月17日 - ）は、日本の女優・ファッションモデル・タレント。旧芸名は高梨 真莉（たかなし まり）。千葉県船橋市出身。スターダストプロモーションに所属してJTBエンタテインメントと業務提携する。夫は元プロサッカー選手の槙野智章。

## 略歴
本人曰く「元々芸能界への憧れがあったわけではなかった」が、中学校卒業後の春休みの時に原宿の竹下通りで、姉と一緒にサーカスを観に行った帰りにスカウトされて芸能界に興味を持ち、芸能の仕事を始める。
2005年に、『アイドル道』（フジテレビ）「世界制服計画 FINAL」のオーディションに参加してグランプリとなり、年末にアイドルグループ・ピンクジャムプリンセスの結成に参加してCDを1枚発売する。
2007年6月に、いちにのさんからJTBエンタテインメントへ移籍し、契約タレント第1号としてJTBの旅行冊子の表紙モデルなどを務める。
2008年4月から2009年3月まで、『めざましテレビ』（フジテレビ）内「MOTTOいまドキ!」に「いまドキ★ムスメ」として出演。
2008年12月、映画『GOTH』にヒロインの森野夜役で出演する。
2009年2月から2010年2月まで、特撮ドラマ『侍戦隊シンケンジャー』（テレビ朝日）に白石茉子 / シンケンピンク役で出演する。
2012年に、アッバス・キアロスタミ監督作で日本を舞台にした映画『ライク・サムワン・イン・ラブ』に主演し、第27回高崎映画祭最優秀新人女優賞を受賞した。作品は第65回カンヌ国際映画祭コンペティション部門へ出品された。
2013年4月期の『放課後グルーヴ』（TBS）で連続ドラマに初主演。2014年のNHK連続テレビ小説『花子とアン』で吉高由里子演じるヒロインの友人・醍醐亜矢子役を好演し、注目を集める。
2017年は、2月にファッション雑誌『andGIRL』（エムオン・エンタテインメント）3月号より同誌レギュラーモデルに加わり、4月期の連続ドラマ『恋がヘタでも生きてます』（日本テレビ系）で主演、7月期の連続ドラマ『あいの結婚相談所』（テレビ朝日系）でヒロイン役を演じるなどの活躍を見せ、『日経トレンディ』誌（日経BP）が選ぶ2017年の「ヒット人（にん）」に竹内涼真、みやぞん（ANZEN漫才）と共に選出される。
2018年の『西郷どん』でNHK大河ドラマ初出演。
私生活では、2016年6月に共通の知人を交えた食事会にて知り合った、浦和レッズ所属のプロサッカー選手（当時）・槙野智章と約1年8か月交際。2017年12月17日にプロポーズを受け、2018年1月20日に結婚予定と報道を受けて双方の所属事務所を通じて自身のインスタグラムで正式に発表し、2月9日に婚姻届を提出した。12月26日に芝公園のザ・プリンス パークタワー東京で結婚式と披露宴を催した。

## 人物
- 千葉県立松戸国際高等学校出身[22]。
- 趣味はランニング、バドミントン、中学と高校の部活がバドミントン部だった[22]、読書、音楽鑑賞、将棋（免状初段）。特技は書道（5段）、歌唱。書道の執筆法では双鉤法を用いることも多い。
- 中学時代は駅伝部に所属。2017年のJALホノルルマラソンでフルマラソンに初挑戦し、目標タイムの5時間を切る4時間50分39秒のタイムで完走した[23][24]。
- 日曜日にテレビの将棋講座を見たことがきっかけで将棋を始める。2014年の羽生の名人就位式に花束贈呈役で登場するなど、将棋に関する仕事も増えている[25]。好きな将棋の攻め方は矢倉の棒銀。将棋は功労者や普及貢献者に授与される免状初段である。
- 好物はイチゴ。ブログのタイトルの名前もこれに由来する[26]。
- 姉がいる。
- 子供のころは『美少女戦士セーラームーン』に登場するセーラーマーズが好きだった[11]。また同じく子供のころは漫画家に憧れ、漫画の道具をそろえたほど夢中だった[22]が、ストーリーを考える才能がないことに気付いて漫画家は断念したという[4]。
- 中学生時代はモーニング娘。の大ファンだった[22]。
- 愛内里菜の大ファンで、2010年9月18日に大宮ソニックシティで開催されたラストライブ「RINA AIUCHI LAST LIVE 2010 -LAST SCENE-」を見に行っていたことが、同年9月19日付の自身のブログにおいて綴られている。
- 自分のヒーロー的な俳優は、マット・デイモンだと述べている[11]。
- ぬいぐるみ好きであり、専用の洋服を買って着せ替えるほどぬいぐるみには愛情を注いでいる。特にクマのぬいぐるみが好き。

## 受賞歴
2017年
- 日経トレンディ・2017年ヒットの人

2020年
- 第27回高崎映画祭　最優秀新人女優賞（『ライク・サムワン・イン・ラブ』）[27][28]

## 出演

### 映画
- GOTH（2008年、ジョリー・ロジャー） - 主演・森野夜 役
- スーパー戦隊シリーズ - 白石茉子 / シンケンピンク 役
  - 侍戦隊シンケンジャー 銀幕版 天下分け目の戦（2009年、東映）
  - 侍戦隊シンケンジャーVSゴーオンジャー 銀幕BANG!!（2010年、東映）
  - 天装戦隊ゴセイジャーVSシンケンジャー エピックon銀幕（2011年、東映）
- 生きてるものはいないのか（2012年、ファントム・フィルム） - リョウコ 役
- ライク・サムワン・イン・ラブ（2012年、ユーロスペース） - 主演・明子 役
- 今日、恋をはじめます（2012年、東宝） - 山内有砂 役
- すべては君に逢えたから（2013年、ワーナー・ブラザース映画） - 佐々木玲子 役
- 醒めながら見る夢（2014年、キノフィルムズ、R-15指定） - ヒロイン・亜紀 役
- KILLERS キラーズ（2014年、日活、R18+指定） - ヒロイン・久恵 役
- わたしのハワイの歩きかた（2014年、東映） - 吉村茜 役
- 種まく旅人 〜夢のつぎ木〜（2016年、アークエンタテインメント） - 彩音 役[29]
- 夏への扉 -キミのいる未来へ-（2021年6月25日、東宝・アニプレックス） - 佐藤みどり 役
- コットンテール（2024年3月1日、ロングライド） - さつき 役[30]

#### Vシネマ
- 帰ってきた侍戦隊シンケンジャー 特別幕（2010年6月、東映） - 白石茉子 / シンケンピンク 役
- 仮面ライダーW RETURNS 仮面ライダーエターナル（2011年7月、東映） - ミーナ 役

### テレビドラマ
- 探偵学園Q 第4話・第5話（2007年7月24日・31日、日本テレビ） - 小椋絵美菜 役
- ROOKIES（2008年4月19日 - 7月26日、TBS） - 猪俣雪乃 役
- ドラマ 鉄道むすめ〜Girls be ambitious!〜（2008年10月10日 - 2009年1月9日、 東名阪ネット6） - 橘らいか 役
- 侍戦隊シンケンジャー（2009年 - 2010年、テレビ朝日） - 白石茉子 / シンケンピンク 役
- 仮面ライダーディケイド 第24話・第25話（2009年7月12日・19日、テレビ朝日） - 白石茉子 / シンケンピンク 役
- プロゴルファー花（2010年、読売テレビ） - 戸田あゆみ役
- 宇宙犬作戦（2010年7月9日 - 12月24日、テレビ東京） - オハナ（087型アンドロイド） 役
- TOKYO23〜サバイバルシティ（2010年9月4日 - 10月2日、WOWOW） - 藤沢ユカリ役
- おじいちゃんは25歳 第3・5・7・8話（2010年11月17日・21・24・25日、TBS） - 梨音（ウェイトレス） 役
- ドクロゲキ〜後味の悪いサスペンス（フジテレビ） - 鮫島由紀恵 役
  - 「鮫島由紀恵」（2012年1月14日）
  - ドクロゲキ2 第一話「信じる。」（2012年6月9日、フジテレビ） - 主演
- O-PARTS〜オーパーツ〜 （2012年2月27日 - 3月1日、フジテレビ） - 嵯峨しずか 役
- パパドル!（2012年4月19日 - 6月28日、TBS） - 岡本なゆみ 役
- D×TOWN「太陽は待ってくれない」（2012年5月4日 - 25日、テレビ東京） - 中川冴 役
- ゴーストママ捜査線〜僕とママの不思議な100日〜 第7話（2012年9月1日、日本テレビ） - 進藤由佳 役
- 火怨・北の英雄 アテルイ伝（2013年1月11日 - 2月1日、NHK BSプレミアム） - 阿佐斗 役
- ネオ・ウルトラQ（2013年1月12日 - 3月30日、WOWOW） - 渡良瀬絵美子 役
- カラマーゾフの兄弟（2013年1月12日 - 3月23日、フジテレビ） - 遠藤加奈子 役
- ホラー アクシデンタル 第1話「特性のない男」（2013年2月2日、フジテレビ）
- 放課後グルーヴ（2013年4月22日 - 6月24日、TBS） - 主演・桐生真琴 役
- 鍵のない夢を見る「仁志野町の泥棒」（2013年9月22日、WOWOW） - 主演・中原ミチル 役
- 花子とアン（2014年4月14日 - 9月27日、NHK） - 醍醐（安東）亜矢子 役
  - スピンオフスペシャル「朝市の嫁さん」（2014年10月18日、NHK BSプレミアム）
- 東京ガードセンター（2014年4月10日 - 6月26日、Dlife） - 安藤心 役
- ヒガンバナ〜女たちの犯罪ファイル（2014年10月24日 SPドラマ版、日本テレビ） - 伊東凛 役
  - ヒガンバナ〜警視庁捜査七課〜 （2016年1月13日 - 3月16日 水10版）
- FLASHBACK（2014年12月19日 - 2015年2月6日、フジテレビNEXT） - 主演・轟日見子 役
- まっしろ（2015年1月13日 - 3月17日、TBS） - 和田木綿子 役
- Dr.倫太郎（2015年4月15日 - 6月17日、日本テレビ） - 川上葉子 役
- レッドクロス〜女たちの赤紙〜（2015年8月1日・8月2日、TBS） - 馬渕ハル 役
- ほんとにあった怖い話 「黒い日常」（2015年8月29日、フジテレビ） - 木村彩香 役
- 5→9〜私に恋したお坊さん〜（2015年10月12日 - 12月14日、フジテレビ） - 山渕百絵 役
- 不機嫌な果実（2016年4月29日 - 6月10日、テレビ朝日） - 竹田久美 役
  - 不機嫌な果実スペシャル〜3年目の浮気〜（2017年1月6日・1月13日）
- 恋がヘタでも生きてます（2017年4月6日 - 6月22日、読売テレビ） - 主演・茅ヶ崎美沙 役[31]
- あいの結婚相談所（2017年7月28日 - 9月1日、テレビ朝日） - ヒロイン・シスター・エリザベス / 猪田花子 役[32]
- 刑事ゆがみ 第4話（2017年11月2日、フジテレビ） - 堤祥子 役[33]
- 大河ドラマ（NHK）
  - 西郷どん（2018年） - ふき 役[18]
  - べらぼう〜蔦重栄華乃夢噺〜（2025年） - 知保の方 役[34]
- 結婚相手は抽選で（2018年10月6日 - 、東海テレビ） - 冬村奈々 役[35]
- スペシャルドラマ「犬神家の一族」（2018年12月24日、フジテレビ） - 野々宮珠世 役[36]
- 初めて恋をした日に読む話 第6話 - （2019年2月19日 - 、TBS） - 百田朋奈 役[37]
- ディア・ペイシェント〜絆のカルテ〜（2020年7月17日 - 9月16日、NHK総合） - 真野万里 役[38]
- 未解決の女 警視庁文書捜査官 Season2 第3話（2020年8月20日、テレビ朝日） - 藤沢さおり 役[39]
- 相棒 season19 第4話（2020年11月4日、テレビ朝日） - 叶笑/棚橋智美 役
- 監察医 朝顔 第2シリーズ 第4話（2020年11月23日、フジテレビ） - 坂井美優 役
- 遺留捜査 第6シリーズ 第8話（2021年3月4日、テレビ朝日） - 大峰恵 役
- コタローは1人暮らし 第8話 - 最終話（2021年6月12日 - 26日、テレビ朝日） - 新田あかね 役
- サレタガワのブルー（2021年7月14日 - 9月1日、MBS） - 森梢 役[40]
- アンラッキーガール!（2021年10月7日 - 12月9日、読売テレビ） - 綾波樹 役[41]
- DCU 第1話（2022年1月16日、TBS） - 若林朱里 役[42]
- スターチャンネル オリジナルドラマプロジェクト「5つの歌詩（うた）」EPISODE 02『マスカラまつげ』（2022年7月21日 スターチャンネルEX、8月21日 BS10スターチャンネル） - 主演・水野咲良 役
- PICU 小児集中治療室（2022年10月10日 - 12月19日、フジテレビ） - 羽生仁子 役[43]
  - PICU 小児集中治療室 スペシャル 2024（2024年4月13日）[44]
- バツイチがモテるなんて聞いてません（2023年2月24日 - 3月31日、MBS） - 主演・小野和葉 役[45]
- ラストマン-全盲の捜査官- 第5話（2023年5月21日、TBS） - 青嶌麻帆 役[46]
- VIVANT 第1話 - 第9話（2023年7月16日 - 9月10日、TBS） - 乃木明美 役[47][48]
- 単身花日（2023年10月14日 - 12月9日、テレビ朝日） - 桜木ゆり子 役[49]
- 夫を社会的に抹殺する5つの方法 Season2（2024年1月10日 - 3月27日、テレビ東京） - 主演・日野美咲 役[50]
- はれのひ シンデレラ ウェディングドレスを日本へ! ある女性の挑戦（2024年2月24日、読売テレビ・日本テレビ） - 主演・桂由美 役[51]
- アリバイ崩し承りますスペシャル（2024年4月6日、テレビ朝日） - 江島聡美 役[52]
- コトコト〜おいしい心と出会う旅〜 富山編（2024年12月7日、NHK総合・NHK BSプレミアム4K）[53]
- ムサシノ輪舞曲（2025年4月19日 - 6月21日、テレビ朝日） - ヒロイン・武蔵原環 役[54]

#### 配信ドラマ
- 代償（2017年11月18日、Hulu） - 白石真琴 役
- MALICE（2023年9月14日 - 11月2日、U-NEXT） - 主演・谷村夏帆 役（林遣都、佐藤隆太とトリプル主演）[55]
- PICU〜小児集中治療室〜スピンオフ（2024年4月1日、FOD） - 羽生仁子 役[56]
- 夫を社会的に抹殺する5つの方法 Season2 エピソード0（2024年2月7日 - 3月27日、TVer）- 主演・日野美咲 役

### 舞台
- ひみつきち（2007年3月、横浜赤レンガ倉庫1号館） - ヒロイン・エリ 役
- AND ENDLESS winter edition 2007『GOOD‐BYE JOURNEY』（2007年11月、東京芸術劇場小ホール） - ジャンヌ・ダルク 役
- ゾビンとミルルのグルグルしたハナシ（2011年3月30日 - 4月3日、中野ザ・ポケット） - ミルル 役
- トラストいかねぇ（2011年7月9日 - 8月1日、東京グローブ座 / 8月4日 - 7日、シアタードラマシティ） - 紗江 役
- その後のふたり（2013年4月12日、天王洲 銀河劇場） - 七海 役

### その他の番組

#### 日本語吹替
- バーニング（2018年12月2日、NHK） - ヘミ 役〈チョン・ジョンソ〉[57]

#### ラジオ
- MBSヤングタウン月曜日（2022年9月5日 、MBSラジオ、工藤遥の代演）

#### 旅番組
- 高梨臨がゆく〜海の京都〜（2015年3月22日、BS-TBS）

#### バラエティ
- アイドル道（2005年2月、フジテレビ721）
- 全力坂 #228「三平坂」（2007年4月、テレビ朝日）
- めざましテレビ MOTTOいまドキ!（2008年4月 - 2009年3月、フジテレビ） - いまドキ★ムスメ（リポーター）
- アメトーーク!
  - 新春ゴールデン3時間SP（2011年1月7日、テレビ朝日） - 運動神経悪いラブストーリー：ヒロイン
  - 春のゴールデン3時間SP（2011年3月31日、テレビ朝日） - 滑舌悪い大捜査線：ヒロイン
- 鶴瓶のスジナシ!（2012年） - 2度出演
- 謎解きLIVE 英国式ウィークエンド殺人事件（2013年12月7日・8日、NHK BSプレミアム） - 推理倶楽部CATS迷執事（進行役）
- ダウンタウンガキの使いやあらへんで!!大晦日年越しSP 絶対に笑ってはいけない名探偵24時（2015年12月31日、日本テレビ） - 伊藤凛 役
- 一・二・三!羽生善治の大逆転将棋（2018年1月3日、NHK BSプレミアム） - 司会[58]
- the FACE 〜100まで愛して〜（2023年10月12日 - 、Lemino） - MC[59]

## 雑誌
- andGIRL（2017年3月号 - 、エムオン・エンタテインメント） - レギュラーモデル[14]

## リリース作品

### CD
- パイナップルプリンセス（2006年4月） - Pink Jam Princessとして

### 写真集
- Rin（2009年10月21日、角川書店）ISBN 978-4-04-854379-8

### DVD
- Rin 〜tobira〜（2009年10月21日、東映ビデオ）

### デジタル写真+ムービー作品集
- 笑顔日和（2011年9月5日、石川信介撮影、ファンプラス・GザテレビジョンPLUS配信）

### その他
- ファースト・トレーディングカード（2010年5月5日）

## 広告などへの起用

### CM
- ACジャパン「やさしい森」NHK共同キャンペーン（2011年7月）
- JR東日本グループビューカード「異才のカード。」（2013年3月 - ）
- 伊藤園「スタイリースパークリング」（2014年6月 - ）
- 伊藤園「充実野菜 ベジタブル&ファイバー」（2014年11月 - ）
- ピップ「スリムウォーク」（2015年3月 - ）
- 伊藤園「黄金烏龍茶」（2015年4月 - ）
- 花王「アジエンス」（2015年4月 - ）

### スチール
- JTB「GCカード」「外貨両替・T/C」ほか（2007年）
- フィリピン観光誘致キャンペーン（2008年、フィリピン観光省）
- ジョンソンエンドジョンソン「アキュビューオアシス 乱視用」（2010年）
- 労働金庫イメージモデル（2016年4月1日 - ）[60]